# Цундере
Цундере (яп. ツンデレ, Tsundere) — один із типових варіантів характеру персонажа аніме (манґи й відеоігор), коли персонаж спочатку поводиться грубо, неприязно, але згодом відкривається його милий і ніжний бік. Цей термін — злиття двох слів: цунцун (яп. つんつん — «різкий, дошкульний, байдужий») і дередере (яп. でれでれ — «закоханий, знесилений»).

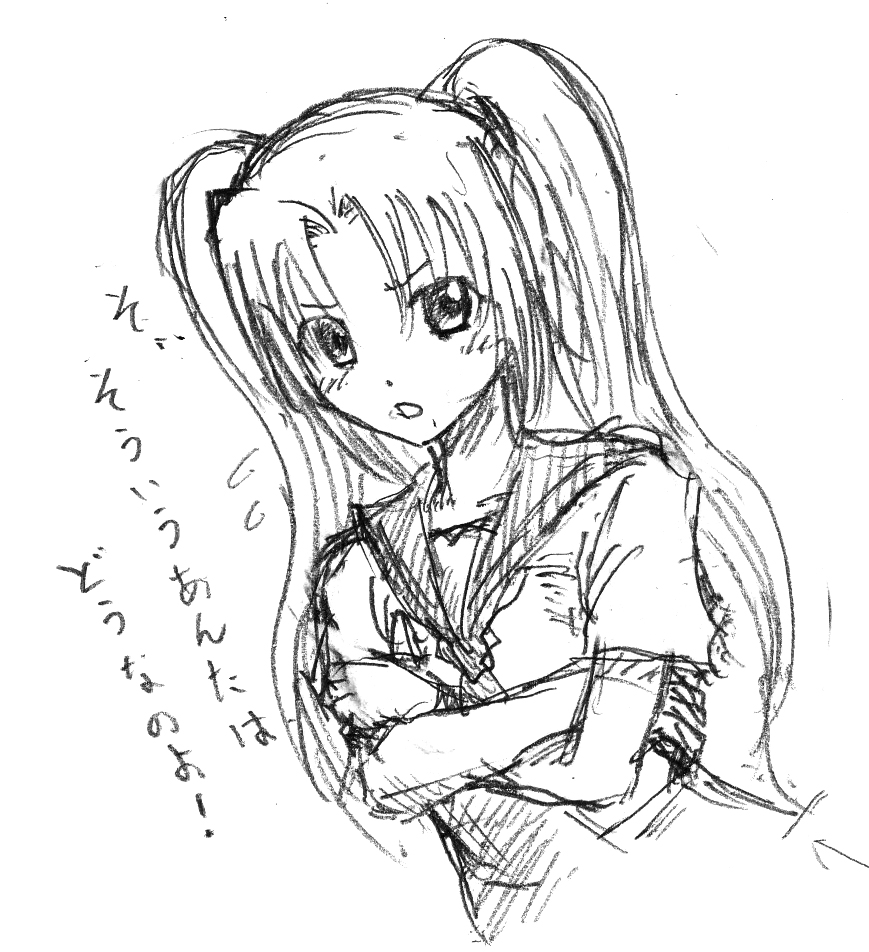
Типовий приклад цундере

Термін став популярним після виходу візуальної новели Kimi ga Nozomu Eien.

## Термінологія
Жіночі персонажі з характером типу «цундере» зазвичай називаються «цундерекко». Зазвичай цундере-персонаж на початку розповіді виявляє свій жорсткий характер і перебуває у стані постійного конфлікту з одним із головних чоловічих персонажів, але в процесі розвитку сюжету все частіше й частіше розпочинає відчувати до нього ніжні почуття. У концептуальних аніме-серіалах переважно використовується циклічна зміна фаз «цунцун» і «дередере», тоді як сюжетні часто побудовані на поступовому переході до фази «дередере», що остаточно завершується в заключних серіях.
Слід зазначити, що розуміння цього терміна в Японії змінювалося з часом, виникло воно на означення неоднозначних персонажів, які по-різному поводяться в різних ситуаціях, однак із часом розпочало все частіше використовуватися для опису не стільки характеру, як сюжетної поведінки персонажа, яка змінюється стосовно до іншого, зазвичай головного героя, з ворожої на приязну, люблячу.